# Stanisław Tarnowski (1514–1568)
Stanisław Tarnowski, Stanisław Spytek Tarnowski (ur. w październiku 1514, zm. 6 kwietnia 1568) – syn podskarbiego wielkiego koronnego i wojewody sieradzkiego Spytka. 

## Życiorys
W latach 30. XVI wieku przedsięwziął, być może wspólnie z ojcem, pielgrzymkę do Ziemi Świętej, podczas której odwiedził też wiele państw europejskich, w tym Niemcy i Włochy. W 1537 mianowany miecznikiem koronnym, starosta sieradzki (po cesji dokonanej przez ojca) i kasztelan zawichojski od 1547. Został podskarbim wielkim koronnym w 1555, którym pozostał aż do 1561, kiedy to postąpił na urząd wojewody sandomierskiego. Oprócz sieradzkiego, był również starostą piotrkowskim, bolesławskim, ostrzeszowskim i krzeszowskim. W okresie egzekucji dóbr pozostawał raczej przeciwny poselskim postulatom. Dysponował majątkiem obejmującym ponad 40 wsi dziedzicznych.
Przed 1538 poślubił młodszą od siebie (urodzoną po 1518) Barbarę Drzewicką, zmarłą po śmierci Stanisława po 1569. Z małżeństwa tego pochodziło siedmioro znanych dzieci:
- Stanisław Tarnowski (ur. ok. 1541, zm. 1618) — kasztelan sandomierski (1582–1618),
- Barbara — żona Stanisława z Podhajec Wolskiego, kasztelana sandomierskiego,
- Katarzyna — żona Floriana Noskowskiego, starosty ciechanowskiego,
- Krystyna — żona Stanisława Lipnickiego, stolnika sandomierskiego,
- Anna — żona Mikołaja Herburta, kasztelana przemyskiego,
- Beata Elżbieta — żona Baltazara Lutomirskiego, starosty leżajskiego,
- Elżbieta (Zofia) — żona Piotra Pieniążka z Krużlowy